# Homoncocnemis fortis
Homoncocnemis fortis là một loài bướm đêm trong họ Noctuidae.